# Баррету, Тобиас
Тобиас Барре́ту ди Мене́зис (порт.-браз. Tobias Barreto de Meneses; 7 июня 1839 — 26 июня 1889) — бразильский философ

, поэт, юрист, общественный деятель и литературный критик.

## Биография
Баррету родился в Вила-ди-Кампус-ду-Риу-Реал (в 1909 году переименованном в Тобиас-Баррету в его честь), городке в южной части Сержипи. Изучал латынь у священника Домингоса Квирино. Баррету был настолько предан этому предмету, что в будущем стал профессором латыни в Итабайане.
В 1861 году он уехал в Баию, чтобы поступить в семинарию; однако вскоре покинул её, осознав, что это не его призвание. В 1864—1865 годах он стал частным репетитором по многим предметам. Он также пытался устроиться учителем латыни (а затем и философии) в Пернамбукскую гимназию, но не добился успеха в этом учреждении. Окончил юридический факультет университета Ресифи, профессором которого был до конца жизни.
Переехав в Эскаду, женился на дочери полковника. Он провел там десять лет, прежде чем вернуться в Ресифи. Он умер там в 1889 году в доме друга.

## Идеи
Стал одним из основоположников ресифской школы в философии, противопоставлявшей теологическому идеализму, эклектизму и позитивизму материалистический монизм, объясняющий все явления природы изменениями единой материальной субстанции.
В том, что на формирование его взглядов решающее влияние оказала эволюционная теория, сыграло свою роль то, что Баррету был энтузиастом немецкой культуры (он даже основал немецкоязычную бразильскую газету Der Deutsche Kämpfer). Такой интерес побудил его изучать труды немецких авторов Эрнста Геккеля и Людвига Бюхнера. Под влиянием Геккеля он стал известнейшим ранним дарвинистом в Бразилии.
Из немецкоязычных авторов Баррету высоко ценил и «грозного критика капитала» Карла Маркса, поспособствовав знакомству бразильской аудитории с его идеями. При этом он не принимал марксистского диалектического материализма в полной мере. Ему был ближе своеобразный гилозоизм, соединявший механицизм с телеологией. В политической сфере боролся против монархии, за установление республики и запрет рабства, а также сыграл важную роль в распространении в стране прогрессивных идей.
Как поэт он известен созданием «кондоризма» — так называемой «кондорской школы», или «третьей фазы» бразильского романтизма (сборник «Дни и ночи», 1893). Считается, что он совершил революцию в бразильском романтизме и поэзии. Является покровителем 38-й кафедры Бразильской академии литературы.

## Сочинения
Философия

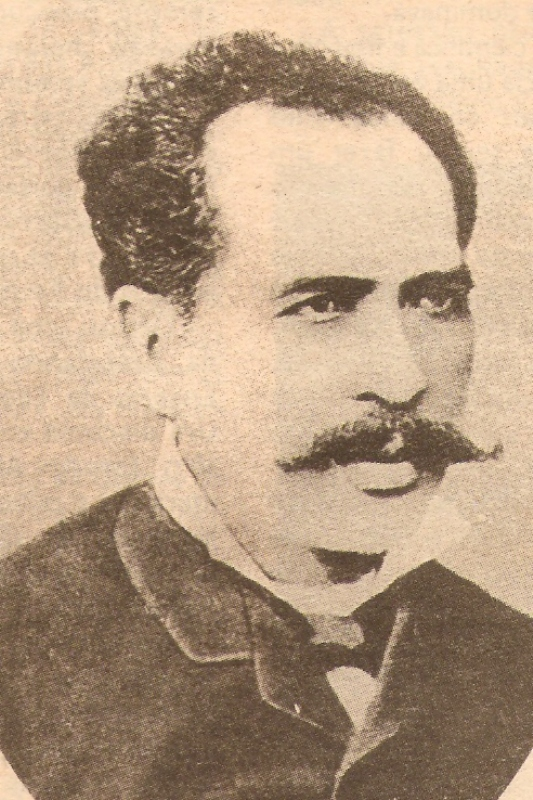

- Ensaios e estudos de filosofia e crítica (1875)
- Brasilien, wie es ist (1876)
- Ensaio de pré-história da literatura alemã, Filosofia e crítica, Estudos alemães (1879)
- Dias e Noites (1881)
- Menores e loucos (1884)
- Discursos (1887)
- Polêmicas (1901)

Поэзия
- Que Mimo (1874)
- O Gênio da Humanidade (1866)
- A Escravidão (1868)
- Amar (1866)
- Glosa (1864)

Русские переводы
- Речь без пиджака // в книге: Прогрессивные мыслители Латинской Америки (XIX — начало XX в.), М., 1965.